# Gottlieb Felder
Gottlieb Felder (* 3. März 1866 in Gossau; † 4. April 1950 ebenda, reformiert, heimatberechtigt in Kappel) war ein Schweizer Historiker.

## Leben
Gottlieb Felder wurde am 3. März 1866 als Sohn des Primarlehrers Johann Felder in Gossau geboren. Er absolvierte das Gymnasium und die Sekundarlehramtsschule in St. Gallen. In der Folge unterrichtete Felder nach Lehrstellen in der Region Toggenburg von 1896 bis 1931 Deutsch, Französisch und Geschichte an der Mädchensekundarschule Talhof in St. Gallen. Zudem war er Vorstandsmitglied des Schweizerischen Burgenvereins und des Historischen Vereins des Kantons St. Gallen.
Der als „Burgenvater“ bekannte Burgenforscher Gottlieb Felder ist Autor des Standardwerks Die Burgen der Kantone St. Gallen und Appenzell, erschienen zwischen 1907 und 1942, und förderte die Erhaltung dieser Bauwerke. Gottlieb Felder, der unverheiratet blieb, verstarb am 4. April 1950 im Alter von 84 Jahren in Gossau.

## Ehrung
- 1936: Ehrenpromotion zum Dr. phil. h. c. an der Universität Zürich für seine Verdienste um die Hebung des Geschichtsunterrichts.

## Werke
- Die Burgen der Kantone St. Gallen und Appenzell. DNB 560467257:
  - Teil 1: (= Historischer Verein des Kantons St. Gallen [Hrsg.]: Neujahrsblatt 1907). Zollikofer, St. Gallen 1907, OCLC 636646342.
  - Teil 2: (= Historischer Verein des Kantons St. Gallen [Hrsg.]: Neujahrsblatt 1911). Zollikofer, St. Gallen 1911, OCLC 636646379.
  - Teil 3: Bericht über die Bemühungen um Erhaltung und weitere Erforschung unserer Burgen (= Neujahrsblatt. 82). Fehr, St. Gallen 1942, DNB 36578396X.
- Die Stadt St. Gallen und ihre Umgebung. Natur und Geschichte, Leben und Einrichtungen in Vergangenheit und Gegenwart. Eine Heimatkunde. Hrsg. von der städtischen Lehrerschaft mit Unterstützung der Behörden und unter Mitwirkung zahlreicher Fachleute durch Gottlieb Felder. Band 1 (so vollständig). Fehr, St. Gallen 1916, DNB 958090777 (eingeschränkte Vorschau in der Google-Buchsuche).
- Nachlass – im Historischen Museum St. Gallen